# Луцька Сільвія Львівна
Сільвія Львівна Луцька (уроджена Мандельберг; нар. 1894, Київ, Російська імперія — пом. 22 жовтня 1940, Париж, Франція) — українська скульпторка та графік.

## Життєпис
Народилася 1894 року в сім'ї лікаря, завідувача хірургічної лікарні Лева Овсійовича (Овшийовича) Мандельберга (?—1938) та піаністки Марії Ісааківни Шварцман (1863—1948); племінниця філософа Лева Шестова. Лев Євсійович Мандельберг з 1914 року входив до правління пайового «Товариства Іс. Шварцмана», яким керував його тесть, купець першої гільдії Ісаак Мойсейович Шварцман. До складу правління з 1897 року входив його брат (також зять І. М. Шварцмана) Володимир Овсійович Мандельберг. Після російської революції сім'я емігрувала.
Сільвія Мандельберг вивчала французьку літературу в Женеві, скульптуру та техніку гравюри в Берліні, жила у Вісбадені, потім оселилася у Парижі. У Женеві вийшла заміж за інженера та поета Семена Абрамовича Луцького (1891—1977).
Працювала у жанрі скульптурного та гравірованого портрета. Брала участь у Салоні жінок скульпторів та художниць (бюсти доньки та есера Сергія Андрійовича Іванова), виставці російських художників у галереї «La Renaissance» (1934), салоні Тюїльрі (1936). Останні роки життя тяжко хворіла, працювала гідом у Луврі.

## Родина
- Дочка — художниця і поетеса Ада Семенівна Бенішу-Луцька (нар. 1923).[4]
- Дядько — Віктор Овсійович Мандельберг (псевдонім Бюлов; 1869—1944), меншовик, учасник II з'їзду РСДРП, депутат Державної думи від Іркутська, в 1917 році головний військовий лікар Петрограда.[5][6]
- Двоюрідний брат — театральний художник Євгеній Мойсейович Мандельберг.